# Futbol Club Barcelona 2007-2008
La presente voce raccoglie le informazioni riguardanti il Futbol Club Barcelona nelle competizioni ufficiali della stagione 2007-2008.

## Rosa
| N. |                      | Ruolo | Calciatore                 |
| -- | -------------------- | ----- | -------------------------- |
| 1  | Spagna (bandiera)    | P     | Víctor Valdés              |
| 3  | Argentina (bandiera) | D     | Gabriel Milito             |
| 4  | Messico (bandiera)   | D     | Rafael Márquez             |
| 5  | Spagna (bandiera)    | D     | Carles Puyol (Capitano)    |
| 6  | Spagna (bandiera)    | C     | Xavi (Vice-capitano)       |
| 7  | Islanda (bandiera)   | A     | Eiður Guðjohnsen           |
| 8  | Spagna (bandiera)    | C     | Andrés Iniesta             |
| 9  | Camerun (bandiera)   | A     | Samuel Eto'o               |
| 10 | Brasile (bandiera)   | A     | Ronaldinho (Vice-capitano) |
| 11 | Italia (bandiera)    | D     | Gianluca Zambrotta         |
| 13 | Spagna (bandiera)    | P     | José Manuel Pinto          |
| 14 | Francia (bandiera)   | A     | Thierry Henry              |
| 15 | Brasile (bandiera)   | C     | Edmílson                   |
| 16 | Brasile (bandiera)   | D     | Sylvinho                   |
| 17 | Messico (bandiera)   | C     | Giovani dos Santos         |
| 18 | Spagna (bandiera)    | A     | Santiago Ezquerro          |

| N. |                           | Ruolo | Calciatore      |
| -- | ------------------------- | ----- | --------------- |
| 19 | Argentina (bandiera)      | A     | Lionel Messi    |
| 20 | Portogallo (bandiera)     | C     | Deco            |
| 21 | Francia (bandiera)        | D     | Lilian Thuram   |
| 22 | Francia (bandiera)        | D     | Éric Abidal     |
| 23 | Spagna (bandiera)         | D     | Oleguer Presas  |
| 24 | Costa d'Avorio (bandiera) | C     | Yaya Touré      |
| 25 | Spagna (bandiera)         | P     | Albert Jorquera |
| 26 | Spagna (bandiera)         | C     | Marc Crosas     |
| 27 | Spagna (bandiera)         | A     | Bojan Krkić     |
| 28 | Spagna (bandiera)         | P     | Oier Olazábal   |
| 30 | Spagna (bandiera)         | D     | Víctor Sánchez  |
| 33 | Spagna (bandiera)         | A     | Pedro           |
| 31 | Spagna (bandiera)         | D     | Marc Valiente   |
| 36 | Spagna (bandiera)         | D     | Víctor Vázquez  |
| 37 | Spagna (bandiera)         | D     | Fali Romero     |
| 38 | Spagna (bandiera)         | C     | Rueda           |

### Staff tecnico
- Allenatore:   Frank Rijkaard

## Maglie e sponsor
Il fornitore tecnico per la stagione 2007-2008 è Nike, mentre il composit sponsor è UNICEF.
| Casa | Trasferta | Terza |